# Lilla Råbergstjärnen (Delsbo socken, Hälsingland)
Lilla Råbergstjärnen är en sjö i Hudiksvalls kommun i Hälsingland och ingår i Delångersåns huvudavrinningsområde.